# Экспромт (театр)
«Экспромт» — детский музыкальный театр в Москве.

## История
Московский музыкальный театр для детей и молодёжи "Экспромт" впервые открыл свои двери для публики 2 декабря 1990 года. Инициатором создания театра стала актриса Московского театра «Современник» народная артистка РСФСР Людмила Ивановна Иванова. В 2016 году художественным руководителем театра стал художественный руководитель "Детского музыкального театра юного актера" Александр Федоров.
Идея создать театр возникла когда Людмила Иванова с мужем Валерием Миляевым и композитором Виктором Фридманом сочинили мюзикл «Доходное место» по Островскому и хотели поставить его в «Современнике», что сделать не удалось, и мюзикл поставила со своими студентами доцент ГИТИСа Жанна Тертерян, пригласив Л.Иванову преподавать в институте актерское мастерство. Следующим был поставлен мюзикл "Крошечка-Хаврошечка", но потом в ГИТИСе запретили ставить подобные спектакли со студентами первых курсов, что и привело с созданию отдельного театра.
Помещение для театра было найдено с помощью депутатов Николая Гончара и Сергея Демьянюка, а сама Людмила Иванова на тот момент была депутатом Басманного района Москвы.
Первыми артистами стали студенты факультета музыкального театра ГИТИСа.
Первый спектакль вновь созданного театра ― "Крошечка-Хаврошечка и Волшебная корова".
«Экспромт» активно работает вместе с детской художественной школой имени В. А. Ватагина и студией эстетического воспитания под контролем Людмилы Ивановны Ивановой. Участники студии и её выпускники играют в постановках театра.
Театр постоянно выезжает на гастроли в Тверь, Архангельск, Краснодарский край, Петербург, Ригу, города Польши, Болгарию. 
Участник Международного театрального фестиваля "Мелиховская весна" ("Дачные амуры", 2002), лауреат 1-го Московского открытого фестиваля спектаклей малых форм для детей "Сказочный мир" ("Ёжик в тумане", 2007).

## Деятельность
Репертуар Московского музыкального театра для детей и молодежи "Экспромт" рассчитан на детскую, подростковую и юношескую аудиторию, здесь можно увидеть спектакли по произведениям русской классики, сказкам народов мира, русским народным сказкам: "Медной горы Хозяйка", "Красная шапочка", "Репка" ,"Оловянный солдатик", "Щелкунчик и мышиный король", "Али-Баба и 40 разбойников", "Ёжик в тумане", "Маша и Медведь". Главная особенность театра - все детские спектакли сопровождаются живой музыкой,  в исполнении камерного оркестра.

Детский театр просто необходим городу. Потому что мы должны воспитывать и будущего зрителя, и просто добрых людей. А наш театр действительно добрый, и все спектакли у нас кончаются хорошо. Даже Оловянный Солдатик не сгорает в огне, а женится на Балерине.— Народная артистка РСФСР Людмила Ивановна Иванова